# Магдалена Ерікссон
Магдалена Ерікссон (швед. Magdalena Eriksson, нар. 8 вересня 1993) — шведська футболістка, срібна призерка Олімпійських ігор 2016 року.

## Виступи на Олімпіадах
| Олімпіада           | Дисципліна | Місце |
| ------------------- | ---------- | ----- |
| Ріо-де-Жанейро 2016 | футбол     | 2     |

## Особисте життя
З травня 2014 року зустрічається з данською футболісткою Перніллою Хардер.